# GM-94
Il GM-94 è un lanciagranate a pompa sviluppato dalla KBP Instrument Design per l'utilizzo da parte delle forze speciali russe.

## Descrizione

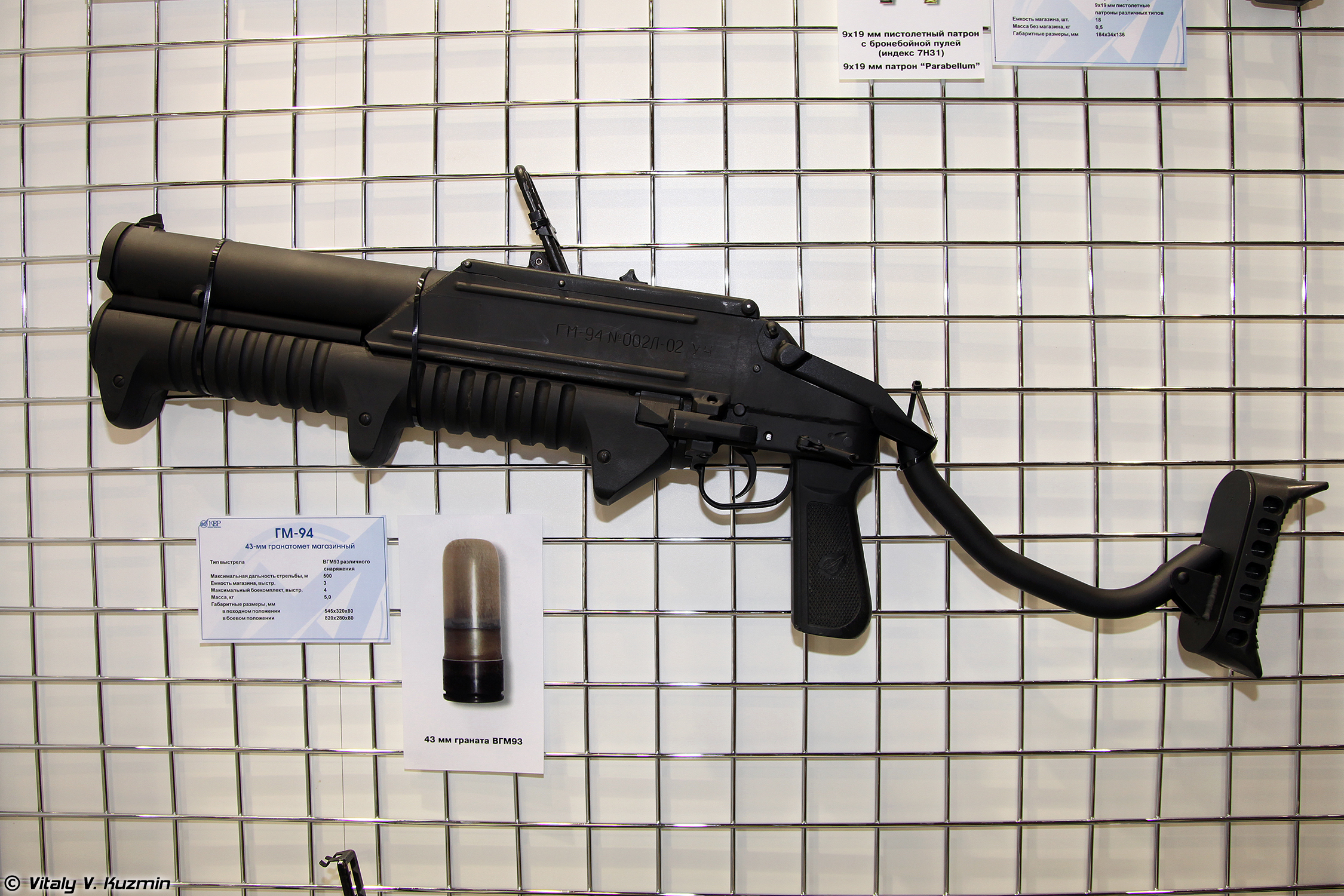
un GM-94 con il calcio aperto

Il GM-94 è un'arma a corto raggio, consente di essere utilizzato in ambienti chiusi urbani, con una distanza minima di soli 10 metri. Il suo design semplice e pratico consente di operare in ambienti polverosi e sporchi e anche dopo essere stati immersi in acqua.
Nel giugno 2005, il GM-94 con una serie di scatti VGM 93 è stata adottata dal Ministero degli Affari Interni della Russia (MVD). Nel mese di ottobre del 2007, le forze armate russe hanno adottato un nuovo lanciatore LPO-97 sviluppato nel Tula Instrument Design Bureau sulla base del GM-94 con una granata termobarica, nel 2008 il GM-94 è stato adottato per i rami del Servizio federale di sicurezza (FSB). Anche se all'inizio è stato progettato per essere utilizzato da parte delle forze di sicurezza russe, il GM-94 è stato avvistato anche in Kazakistan, Libia e Ucraina.